# Abbaye du Val des Choues
L’Abbaye du Val des Choues, dont la graphie ancienne vallis caulium relevée dans les archives de la fondation viendrait des cultures du potager,, est un ancien monastère de la fin du XIIe siècle situé au cœur de la forêt châtillonnaise, sur le territoire de la commune de Villiers-le-Duc en Bourgogne, dans le département de la Côte-d'Or. Rattachée au XVIIIe siècle à l'ordre cistercien, fermée à la Révolution française, l'abbaye est quasi abandonnée durant le XIXe siècle.

## Localisation
Isolée en forêt au fond d'une vallée encaissée au sud-est du chef-lieu de Villiers-le-Duc, l'abbaye est accessible par la route forestière de Vanvey à Essarois.

## Architecture

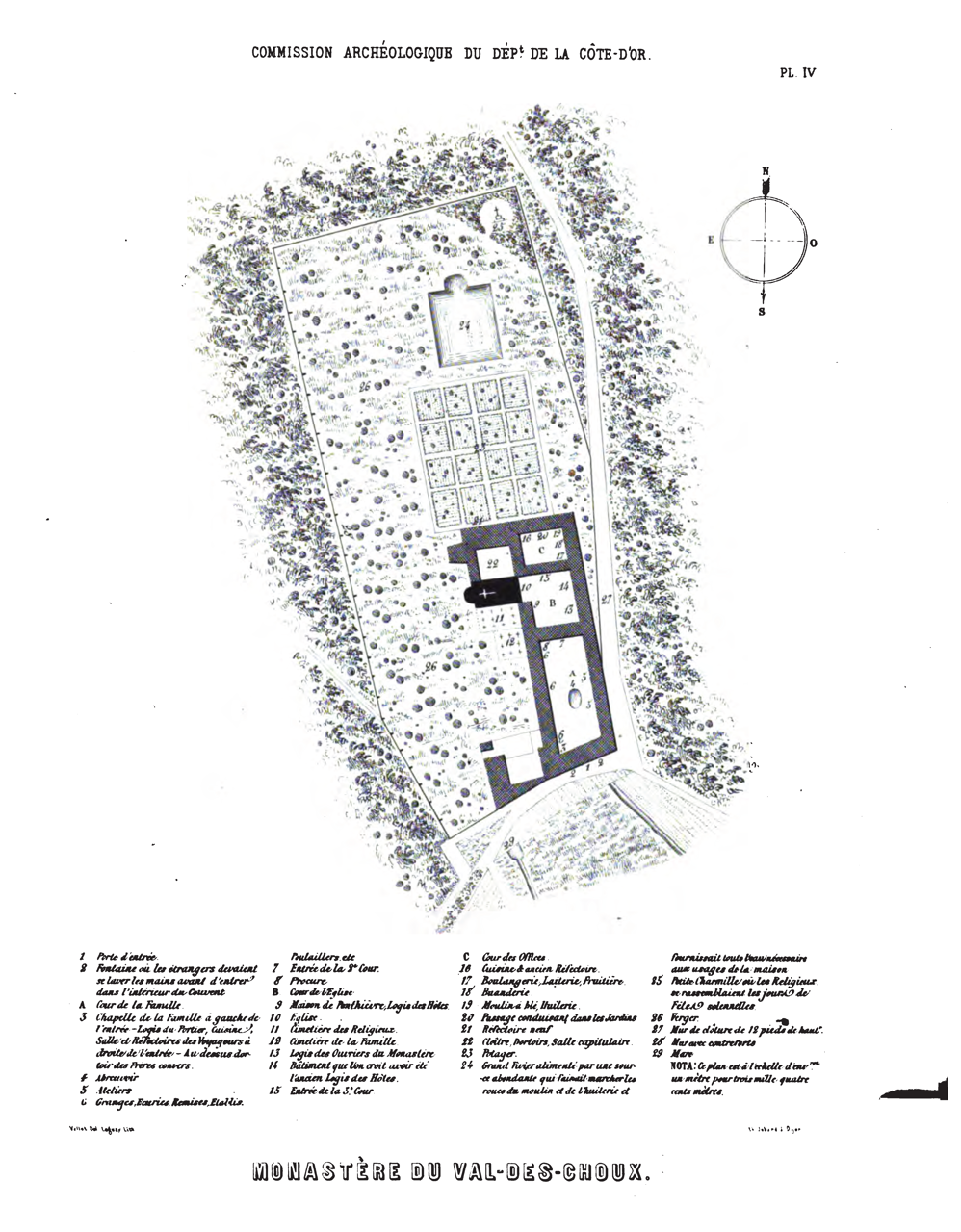
Plan de l'abbaye.

La première cour, ouvrant sur la porterie, comporte d'anciens bâtiments actuellement ouverts à la visite : chapelle des voyageurs, hostellerie, ateliers, granges et écuries. Une salle, dite « de l'écho », est remarquable par ses propriétés acoustiques qui permettent de communiquer à voix basse face au mur d'un angle à l'autre. Elle était destinée à la confession des pèlerins lépreux et autres malades contagieux.
Dédiée à Notre-Dame et à saint Jean-Baptiste, l'église abbatiale, détruite, se trouvait dans la deuxième cour également occupée par l'hôtel de l'abbé commendataire, toujours préservé. Une partie de sa statuaire orne actuellement l'église Saint-Jean-Baptiste de Villiers-le-Duc. Le cloître, détruit, occupait la troisième cour avec ses dépendances. Disposés à l'arrière, les jardins, restaurés en 1990, se terminent sur un imposant bassin servant de vivier.
L'ancien château de Rochefort-sur-Brévon est construit vers 1820 avec des matériaux provenant de la maison du prieur de l'abbaye démontée pierre à pierre et rebâtie sur une partie de l'emplacement d'un ancien château-fort dont il ne reste que quelques vestiges dont le colombier.

## Histoire

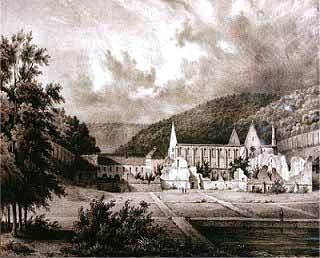
Démembrement de l'abbatiale.

Selon la légende locale un convers chartreux de Lugny, le frère Viard, dont la grotte-ermitage est toujours visible sur le coteau du jardin, se serait retiré en forêt de Châtillon en 1184, bientôt rejoint par d'autres frères.
Les premiers bâtiments monastiques sont achevés en 1193 et la charte de fondation établie par le duc de Bourgogne Eudes III est approuvée en 1203 par une bulle du pape Innocent III. La communauté suit alors une règle originale qui combine les usages en vigueur chez les bénédictins, les cisterciens et les chartreux ("Ordo Valliscaulium").
Après avoir connu un développement précoce important comme chef d'ordre entre 1210 et 1250 l'abbaye entre en déclin et est rattachée en 1761 à l'abbaye de Saint-Lieu de Sept-Fons, d'ordre cistercien, sous le nom d'abbaye du Val Saint-Lieu. 
Elle est définitivement fermée à la Révolution et ses édifices religieux, abbatiale, dortoirs et cloître, servent de carrière au XIXe siècle. Vers 1820 la maison du prieur, démonté pierre par pierre, est remontée à Rochefort-sur-Brévon sur l'emplacement de l'ancien château médiéval. 

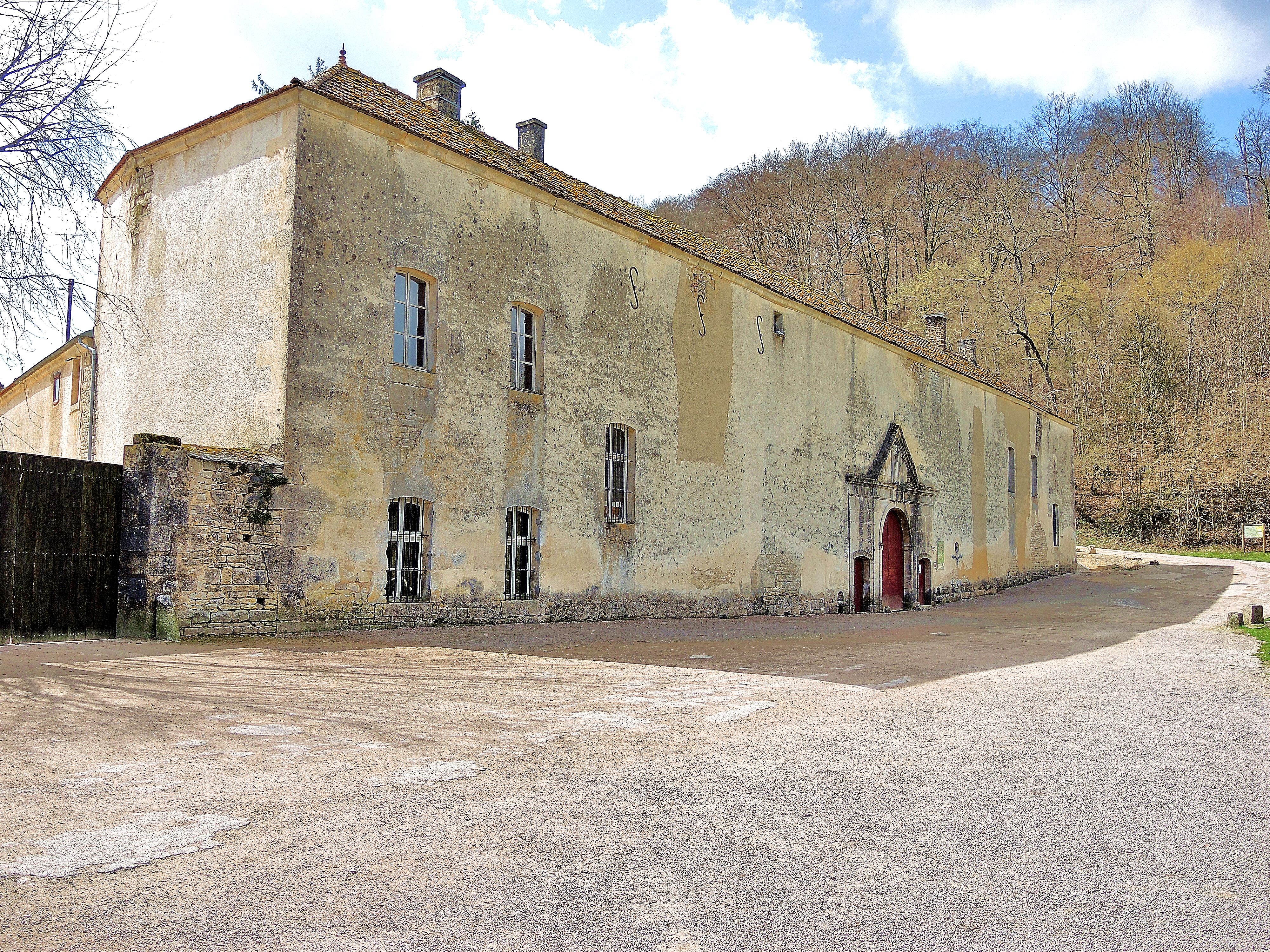
Façade extérieure.
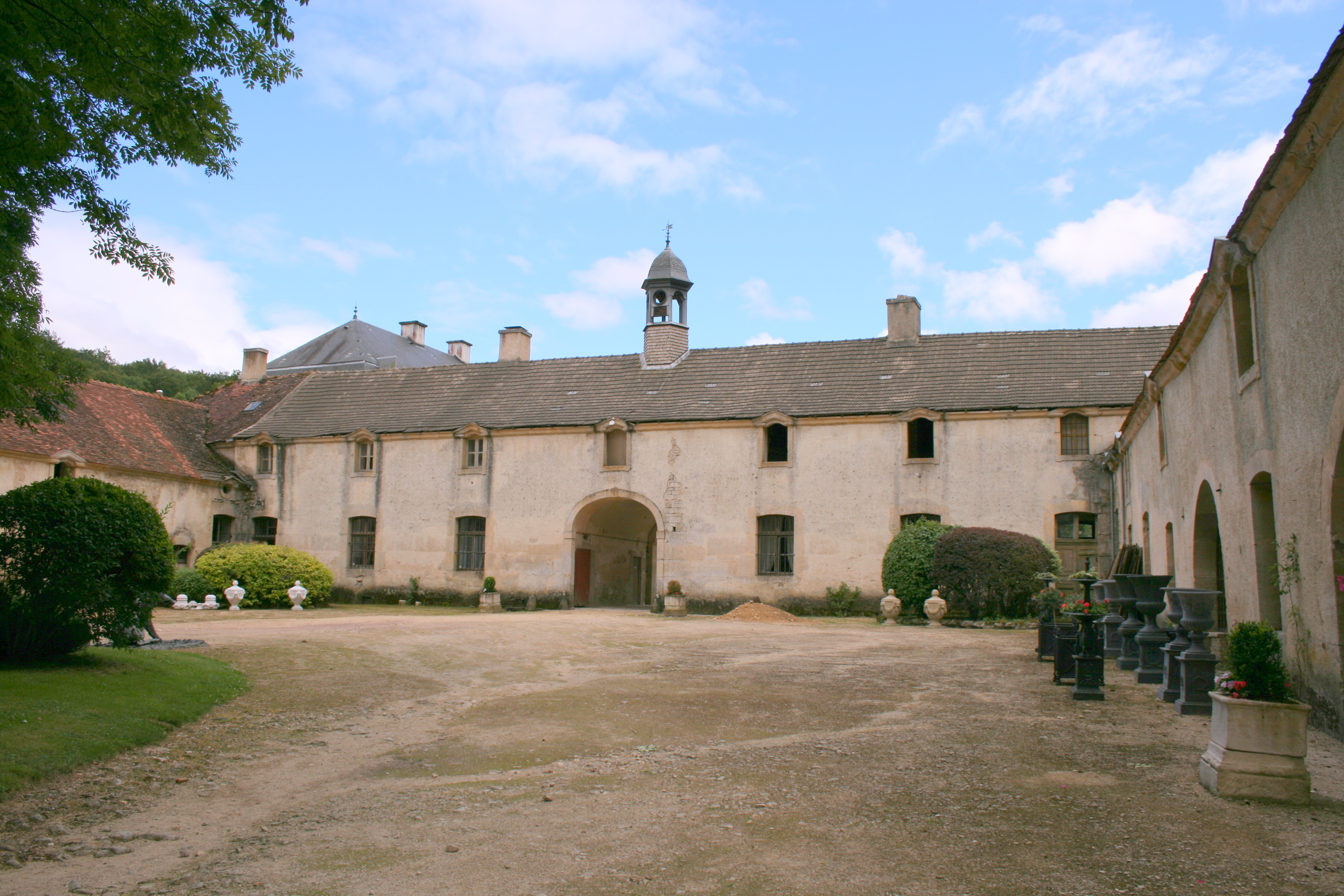
Première cour intérieure.
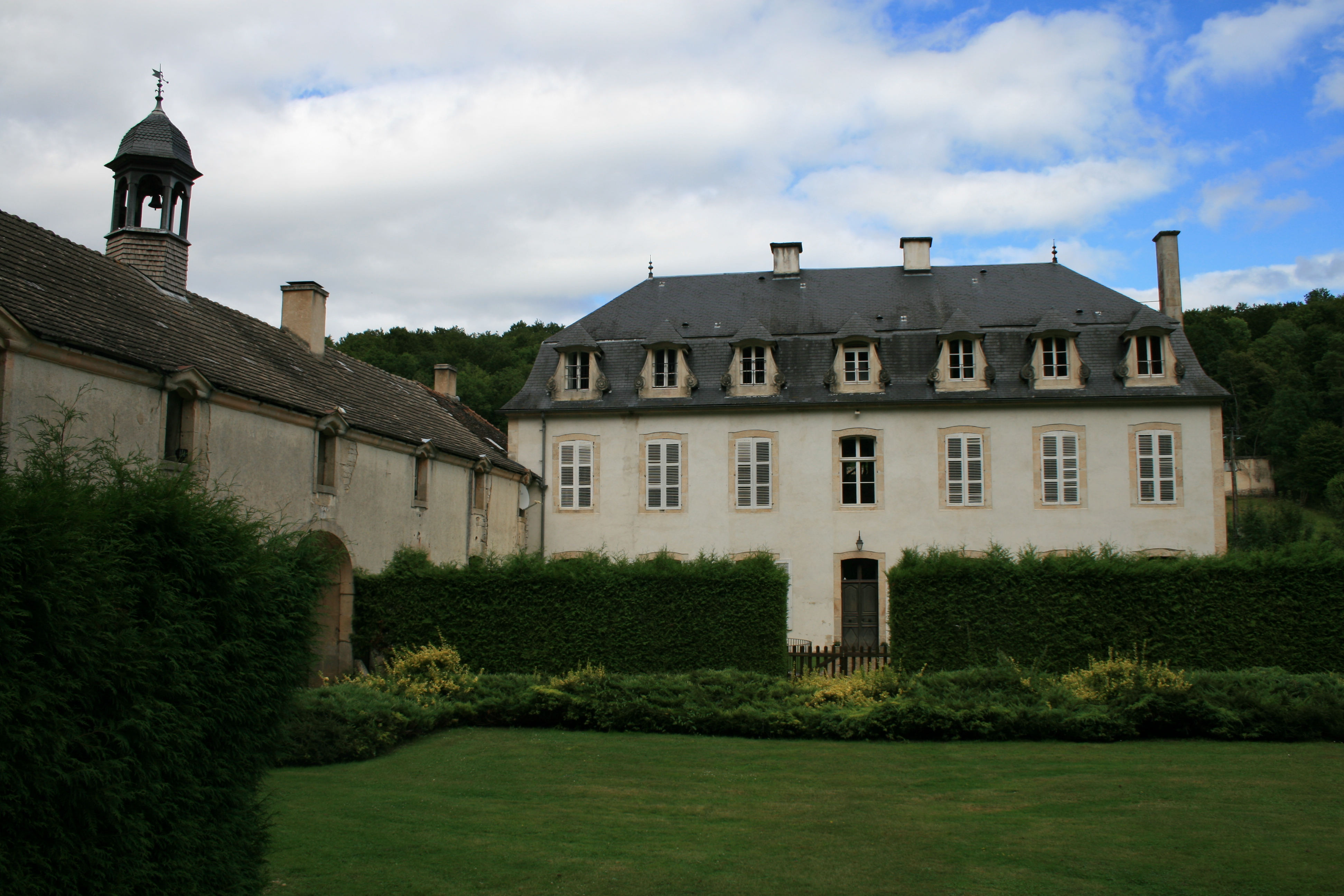
Hôtel du duc de Penthièvre.
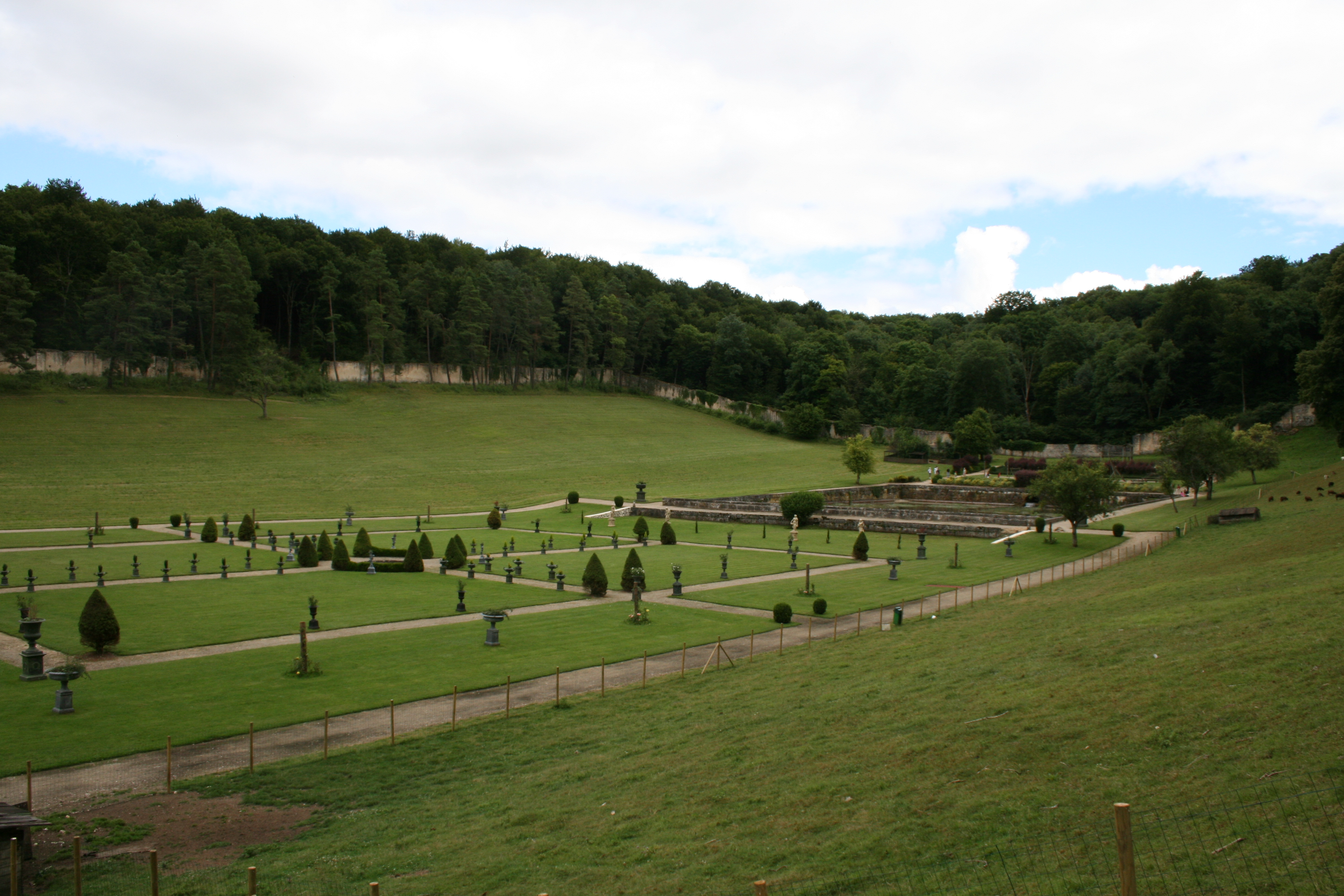
Les jardins et le bout du val.
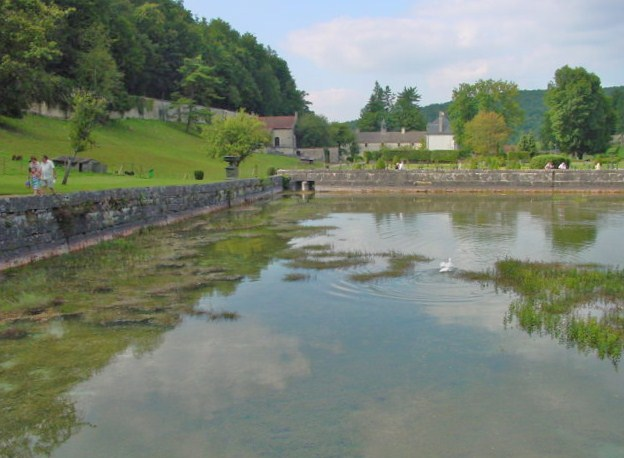
L'abbaye depuis le vivier.

L'ancienne abbaye, devenue aujourd'hui un gîte pour chasseurs, abrite le "Musée Opéra de la vénerie" et une importante meute permanente de 150 chiens courants au sanglier de race grand anglo-français tricolore.

## Prieurs
Le Voyage littéraire de deux bénédictins de la congrégation de Saint-Maur (1717), désigne comme premiers prieurs du Val des Choues les nommés Gui - ou Wiart - puis Humbert comme le confirment alors leurs tombeaux dans l'église. En 1508 Vincent de Merlet est le premier prieur commendataire.

## Abbayes-filles
La plupart des 21 abbayes - dont 3 en Écosse – fondées à partir du val des Choues ont aujourd'hui totalement disparu :
- Sainte-Barbe fondée avant 1213 sur la commune de Lavau  ;
- Prieuré Notre-Dame de l'Épeau fondé en 1214 sur la commune de Donzy ;
- Le val Croissant fondé en 1216 sur la commune de La Motte-Ternant  ;
- L'abbaye de la Genevroye fondée en 1216 sur la commune de Soncourt-sur-Marne  ;
- Vauclair fondé en 1219 sur la commune de Giey-sur-Aujon  ;
- Clairlieu fondé en 1222 sur la commune de Pâlis ;
- L’abbayotte fondée en 1224 sur la commune de Magny-sur-Tille et transférée en 1363 à Dijon ;
- Le Val-Dieu fondé en 1234 sur la commune de Lachy  ;
- Le prieuré de Vausse fondé avant 1235 sur la commune de Châtel-Gérard  ;
- Remonvaux-en-Bassigny fondé avant 1248 sur la commune de Liffol-le-Petit  ;
- L’abbaye du Val-Duc fondée avant 1248 sur la commune de Salives ;
- Le prieuré Saint-Nicolas de Réveillon fondé avant 1250 sur la commune d'Entrains-sur-Nohain ;
- Le prieuré d’Uchon fondé vers 1250 sur la commune d’Uchon  ;
- Le prieuré du Val Saint-Benoît fondé vers 1250 sur la commune d’Épinac. En 1982 les sœurs de Bethléem venues des Voirons y re-créent le monastère Notre-Dame d'Adoration ;
- Notre-Dame de Beaupré fondée vers 1250 sur la commune de Soumaintrain (Yonne)  ;
- L'abbaye du Royal-Pré fondée en 1255 dans la vallée de l'Ancre par Saint-Louis.

En 1230, trois abbayes sont fondées en Écosse :
- St-Jean-Baptiste d’Ardschatten dans le Duché d’Argyll ;
- Beaulieu (aujourd'hui Beauly) à dix miles à l'ouest d'Inverness ;
- Pluscardine dans le comté d’Elgin toujours occupé par une communauté de religieuses bénédictines.